# 加电自检

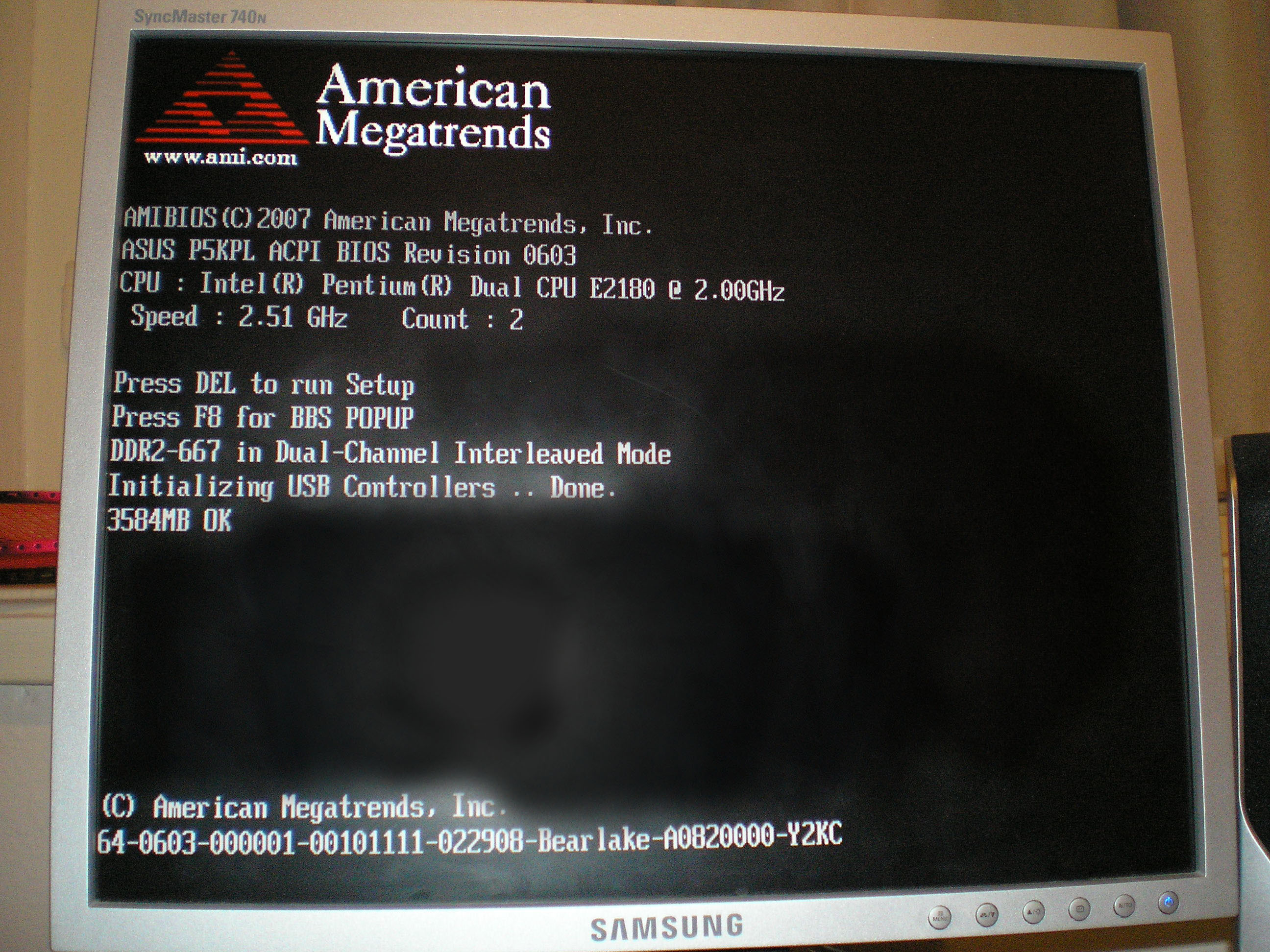
POST的第一階段

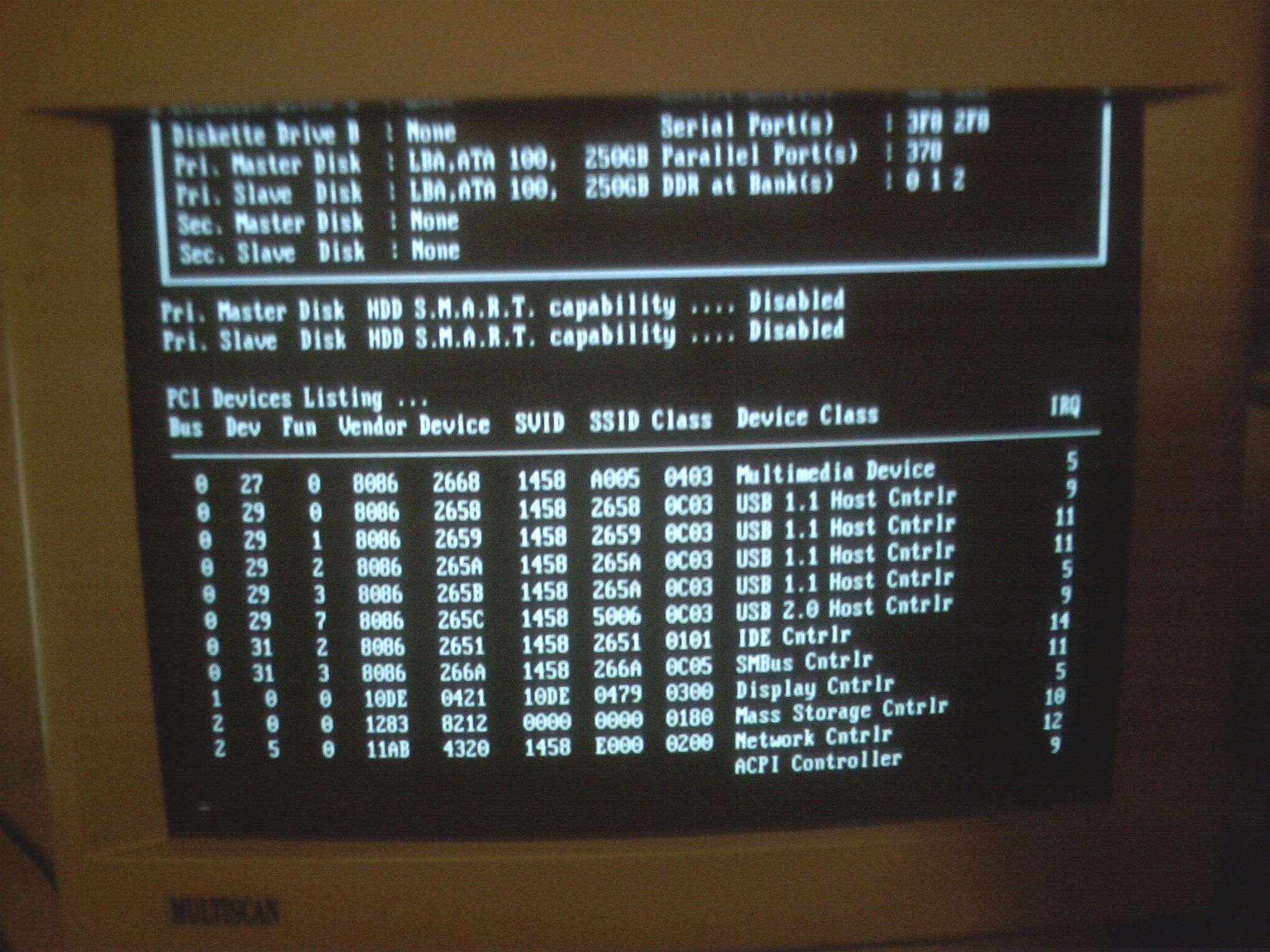
POST的第二階段

加电自检（英語：Power On Self Test，简称“POST”），又称为“上电自检”、“开机自检”，是计算机BIOS设备的一个重要功能，主要用于在BIOS加载操作系统之前检查计算机设备硬件是否存在问题，进而保证计算机的正常运行。在设备启动的过程中，自检程序主要检查CPU、内存、I/O设备、主板等对计算机正常运行会产生影响的设备硬件。
为了避免程序崩溃和硬件故障等问题，现代计算机大都包含加电自检程序。通常而言，在计算机启动过程中无法禁用或跳过加电自检，但是在自检过程中，用户可以通过输入特定命令来中断加电自检程序。